# 永遠平和のために
『永遠平和のために』（えいえんへいわのために、独: Zum Ewigen Frieden）は、1795年にイマヌエル・カントによって著された政治哲学の著作である。副題は「一哲学的考察」（独: Ein philosophischer Entwurf）。
本書はフランスとプロイセンがバーゼルの和約を締結した1795年にケーニヒスベルクで出版された。バーゼルの和約は将来の戦争を防止することを目的としたものではなく、戦争の戦果を調整する一時的な講和条約に過ぎなかった。このような条約では永遠の平和の樹立には不完全であると考えた場合、カントには永遠平和の実現可能性を示す具体的な計画を示すことが求められる。本書はこのような平和の問題が論考されている。出版の翌1796年には第二補説を含めた増補版が発表されている。
本書の冒頭で『永遠平和のために』という標語がオランダの食堂宿にあった墓場の絵が描かれた看板に由来することを示し、それが「人類一般に妥当するのか、決して戦争を止めようとしない国家元首らに妥当するのか、或いは甘い夢を見る哲学者のみに妥当するのかは未定としよう」と書き、当時の現状を風刺的、懐疑主義的に批判している。

## 構成
- 序文 - 永遠平和のために
- 第1章 - この章は国家間の永遠平和のための予備条項を含む
  - 第1条項 - 将来の戦争の種をひそかに保留して締結された平和条約は、決して平和条約とみなされてはならない。
  - 第2条項 - 独立しているいかなる国家（小国であろうと、大国であろうと、この場合問題ではない）も、継承、交換、買収、または贈与によって、他の国家がこれを取得できるということがあってはならない。
  - 第3条項 - 常備軍（miles perpetuus）は、時とともに全廃されなければならない。
  - 第4条項 - 国家の対外紛争に関しては、いかなる国債も発行されてはならない。
  - 第5条項 - いかなる国家も、他の国家の体制や統治に、暴力をもって干渉してはならない。
  - 第6条項 - いかなる国家も、他国との戦争において、将来の平和時における相互間の信頼を不可能にしてしまうような行為をしてはならない。たとえば、暗殺者（percussores）や毒殺者（venefici）を雇ったり、降伏条約を破ったり、敵国内での裏切り（perduellio） をそそのかしたりすることが、これに当たる。
- 第2章 - この章は国家間の永遠平和のための確定条項を含む
  - 第1確定条項 - 各国家における市民的体制は、共和的でなければならない。
  - 第2確定条項 - 国際法は、自由な諸国家の連合制度に基礎を置くべきである。
  - 第3確定条項 - 世界市民法は、普遍的な友好をもたらす諸条件に制限されなければならない。
  - 第1補説 - 永遠平和の保証について
  - 第2補説 - 永遠平和のための秘密条項
- 付録
  - 1. 永遠平和という見地から見た道徳と政治の不一致について
  - 2. 公法の先験的概念による政治と道徳の一致について

## 内容
本書の内容は永遠平和を確立するための予備条項と確定条項から構成されている。予備条約の章では将来戦争を留保した講和条約、買収、贈与などによる国家の取得、常備軍の維持増強、政策戦争のための国債発行、諸外国に対する軍事的な内政干渉、外国に対する相互信頼を不可能とする行為、以上を禁止するための条項が列挙されている。これら予備条項は平和をもたらすための準備的な段階であり、確定条項では具体的な平和の条件が示される。確定条項では各国の政治体制が共和政であること、また国際法は諸国家の連合体に基づくこと、世界市民法は友好をもたらす条件に律されなければならないことが定められている。
予備条項の中でも常備軍の全廃を示した第3条項は特に興味深い構想である。常備軍の存在そのものが諸外国に対して戦争の恐怖を与え、したがって無制限な軍備拡張競争が発生する。そしてその軍拡によって国内経済が圧迫されるとその状態自体が攻撃の動機となる。つまり常備軍は時期とともに全廃されなければならないとカントは考える。また国家が軍事行動のために人員を雇用することは人間の権利に反しており、国家は戦争のために国民を手段としてはならない。ただし国民が自発的に軍事的な教育訓練を実践して外敵に対する自衛手段を確保することについてはカントは認めている。
確定条項でカントは共和政の国家体制について述べているが、ここでの共和体制とは事実上の体制ではなく、自由と平等の権利が認められた国民が代表制に則りながら統治に参加している理念としての政治体制である。つまり共和体制において国民は戦争の苦難を忌避するために、開戦に同意しないとカントは考えたのである。同様の理由で協和的な国際連合の枠組みを樹立することで世界共和国を形成すれば平和を維持することが可能であると考えられる。
最後の文末は、「たとえ無限に先に進んでいく接近の中のみであるとしても、公法の状態を実現することが義務であり、同時にその根拠である希望が現存するならば、従来呼ばれていた平和締結（これは厳密には休戦の意味）の後に来る永遠平和は、空虚な理念ではなく、漸進的に解決されて目標に絶えず接近していく課題である」と締めくくっている。

### 日本に対する言及
なお、本書の末尾、第2章の第3確定条項を説明するくだりで、カントは海洋進出した欧州諸国のアメリカ・アフリカ・アジアにおける侵略・簒奪的姿勢を批判しつつ、中国（清）と日本の鎖国政策を、賢明な措置として言及している。

## 日本語訳
- 池内紀訳[3] 『永遠平和のために』 綜合社、2007年、新版 集英社、2015年。
- 宇都宮芳明訳 『永遠平和のために』 岩波文庫、1985年。ワイド版2005年。旧訳版は高坂正顕訳、1949年。
- 丘沢静也訳 『永遠の平和のために』 講談社学術文庫、2022年。
- 中山元訳 『永遠平和のために／啓蒙とは何か 他3編』 光文社古典新訳文庫、2006年。
- 遠山義孝訳「永遠平和のために」-『カント全集14 歴史哲学論集』岩波書店、2000年、オンデマンド版2017年。
- イマヌエル・カント、船山信一訳『永遠の平和のために : 一つの哲学的企図』十一組出版部〈新版名著選〉、1946年。doi:10.11501/1045253。 NCID BN05809605。NDLJP:1045253。2021年11月24日閲覧。資料文献